# 歐洲火藥桶

第一次世界大战前欧洲各國联盟示意图

欧洲火药桶又稱巴尔干火药桶，是指20世纪早期至第一次世界大战前巴尔干半岛的緊張狀態。當時欧洲的主要大国，如俄罗斯帝国、奥匈帝国、德意志帝國以及相對較小的鄂圖曼帝國、英国和義大利王國等國在巴爾幹半島主張的领土和势力范围存在重疊。
除了该地区的帝国主义所主張的勢力範圍外，生活在巴尔干半岛的當地人民民族主义也在增长，這导致希腊、塞尔维亚、蒙特內哥羅、保加利亚、罗马尼亚和阿尔巴尼亚等國紛紛從鄂圖曼帝國獨立出去。
歐洲火药桶最終引燃了第一次世界大战，这场战争始于奥匈帝国和塞尔维亚之间的冲突。奧匈帝國皇儲弗朗茨·斐迪南大公被青年波斯尼亚运动的一名塞尔维亚裔波斯尼亚人暗杀。奥匈帝国随后向塞尔维亚发出最后通牒。塞尔维亚政府接受最后通牒中的大部分条件，除了第六个条件，即允許奥匈帝国参与塞尔维亚对暗杀事件的司法调查。
塞尔维亚表示此項要求违宪并侵犯其主权，奥匈帝国以此为战争借口入侵塞尔维亚。俄罗斯帝國随后亦开始动员起来支持塞尔维亚。由于此時欧洲各國互相結盟（三國同盟、三國協約），这导致衝突不断升级，最终英国和法国也不得不动员并宣战。